# Kaposvár
Kaposvár (în germană: Ruppertsburg, în românește: Cetatea Căpuș) este un oraș în Ungaria. Este reședința județului Somogy și unul dintre cele 23 orașe cu statut administrativ special ale țării.

## Personalități născute aici
- Sándor Abday (1800 - 1882), scriitor, dramaturg din Transilvania;
- Moritz Kaposi⁠(d) (1837 – 1902), medic;
- József Rippl-Rónai (1861 - 1897), pictor;
- Imre Nagy (1896 – 1958), politician;
- Béla Király⁠(d) (1912 – 2009), lider al Revoluției din 1956;
- Zoltán Czibor (1929 – 1997), fotbalist;
- Béla Faragó⁠(d) (n. 1961), compozitor;
- Róbert Waltner⁠(d) (n. 1977), fotbalist;
- Panna Udvardy (n. 1998), tenismenă.

## Demografie
Componența etnică a municipiului Kaposvár
     Maghiari (94,5%)
     Romi (2,39%)
     Germani (1,26%)
     Necunoscut (1,1%)
     Alții (0,75%)
Componența confesională a municipiului Kaposvár
     Romano-catolici (46,09%)
     Fără religie (16,88%)
     Reformați (5,61%)
     Atei (1,78%)
     Luterani (1,57%)
     Necunoscută (27,78%)
     Alte religii (1,82%)
Conform recensământului din 2011, orașul Kaposvár avea 64.201 locuitori. Din punct de vedere etnic, majoritatea locuitorilor (94,5%) erau maghiari, existând și minorități de romi (2,39%) și germani (1,26%). Apartenența etnică nu este cunoscută în cazul a 1,1% din locuitori. Nu există o religie majoritară, locuitorii fiind romano-catolici (46,09%), persoane fără religie (16,88%), reformați (5,61%), atei (1,78%) și luterani (1,57%). Pentru 27,78% din locuitori nu este cunoscută apartenența confesională.